# Myristica lancifolia
Espèce
Synonymes
- Myristica lancifolia Poir.[2]
- Myristica venosa Benth.[2]
- Palala venosa (Benth.) Kuntze[2]
- Virola venosa var. poeppigii (A. DC.) E.F. Warb.[2]

Myristica lancifolia est une espèce de plantes de la famille des Myristicaceae.

## Liste des sous-espèces
Selon Catalogue of Life (11 avril 2019) :
- sous-espèce Myristica lancifolia subsp. australiana L. W. Jessup & W. J. J. O. de Wilde
- sous-espèce Myristica lancifolia subsp. kutubuensis
- sous-espèce Myristica lancifolia subsp. lancifolia
- sous-espèce Myristica lancifolia subsp. montana

Selon Tropicos (11 avril 2019) (Attention liste brute contenant possiblement des synonymes) :
- sous-espèce Myristica lancifolia subsp. australiana Jessup & W.J. de Wilde
- sous-espèce Myristica lancifolia subsp. kutubuensis W.J. de Wilde

## Publication originale
- Encyclopédie Méthodique, Botanique 4(1): 35. 1816.